# Павлоградська загальноосвітня школа № 2
Павлогра́дська загальноосві́тня школа I—III ступені́в № 2 — навчальний заклад І-III ступенів акредитації у місті Павлоград Дніпропетровської області.

## Загальні дані
Павлоградська загальноосвітня школа I—III ступенів № 2 розташована за адресою: вул. Полтавська, 148, місто Павлоград (Дніпропетровська область)—51400, Україна.
Директор закладу — Гриб Любов Євстафіївна, вчитель матемитики вищої категорії, «Вчитель-методист», Відмінник освіти, депутат міської ради.
Мова викладання — українська.

## Історія
1944 р. Розпочато книгу наказів.
1948 р. Школа одержала постійне приміщення.
1964 р. Зведено нову пристройку школи.
1988 р. Створено шкільний музей ім. Котіна.
1999 р. Початкову школу переведено в окреме приміщення дошкільного закладу.
2000 р. Базова школа екстернату.
2002 р. Функціонують профільні класи у старшій школі.
2002 р. Працює шкільне самоврядування.
2007 р. Відкрито класи з вечірньою формою навчання.

## Сучасність
Початкова школа
Навчання за системою Зайцева;
Курс народознавства;
Вивчення української мови методом збільшених блоків;
Співробітництво вчителів школи з керівниками позашкільних закладів. 
Основна школа
Класи допрофільної підготовки;
Курс етнографії і фольклору України;
Курс народознавства;
Додаткові години викладання фізкультури. 
Старша школа
Природничо-математичні класи;
Навчально-виробничий комбінат;
Технологічні класи;
Класи з вечірньою формою навчання. 
Славиться школа №2 своїми гарними учителями, які всю душу віддали дітям. Педагогічному колективу є чим гордитися. Школа виховала багато гарних людей, які взяли значну участь у будівництві нашої молодої країни. В школі вчилися такі особи, як: Іван Сергійович Метелиця (мер міста), Степаненко Олена Данилівна (заступник міського голови), Галич Тамара Іванівна (директор школи №3), Рабченюк Анастасія Володимирівна (майстер спорту,бронзова призерка Чемпіонату світу).